# Stadio di Twickenham
Lo stadio di Twickenham (in inglese Twickenham Stadium, AFI: /ˈtwɪkənəm/), talora per sineddoche semplicemente Twickenham, è un impianto rugbistico di Londra, capitale del Regno Unito.
Prende il nome da Twickenham, quartiere del sobborgo cittadino sudoccidentale di Richmond upon Thames, ed è di proprietà, nonché sede amministrativa, della Rugby Football Union, la federazione rugbistica inglese (d'ora in avanti RFU).
Lo stadio è l'impianto interno della nazionale inglese di rugby a 15.
Per via del tipo di coltivazione agricola in uso sul terreno dove successivamente fu edificato, Twickenham è familiarmente chiamato anche The Cabbage Patch (inglese per "l'orto dei cavoli").
Iniziato nel 1907 e inaugurato nel 1909, è lo stadio che in assoluto ha ospitato il maggior numero di incontri internazionali di rugby a 15; fu sede di tre edizioni della Coppa del Mondo e al 2019 è, insieme a Eden Park ad Auckland, l'unico in cui si siano tenute due finali di tale competizione (1991 e 2015); a differenza di quest'ultimo, tuttavia, è l'unico ad avere ospitato gare del trofeo maggiore di ciascun emisfero, il Sei Nazioni e il Championship.
A livello nazionale è sede annualmente della finale del campionato inglese, del Varsity Match, della finale di coppa Anglo-Gallese e, al 2020, di cinque edizioni della Coppa d'Europa per club.
Twickenham è, inoltre, lo stadio in cui si tenne, nel 1938, il primo incontro di rugby trasmesso in televisione.
Al suo interno, oltre ai citati uffici centrali della RFU, trovano posto un albergo e il World Rugby Museum, che ospita più di 40000 reperti storici del rugby internazionale.
Oltre al rugby a 15, ha ospitato anche gare di rugby a 13, football americano nonché concerti di artisti di grande richiamo tra cui i Police, i Rolling Stones e gli Iron Maiden; con una capacità di 82000 spettatori è il più capiente impianto al mondo destinato al rugby, nonché il secondo stadio del Regno Unito dopo il nuovo Wembley e il quarto d'Europa dopo il Camp Nou di Barcellona, il citato Wembley e Croke Park a Dublino.
Twickenham è inoltre sede dell'incontro di rugby femminile con la massima affluenza mai registrata (quasi 59000 spettatori), in occasione dell'ultima giornata del Sei Nazioni 2023 tra Inghilterra e Francia.

## Storia

### Le origini
Nei suoi primi decenni di vita la RFU non aveva un impianto di proprietà né uno permanente, il che comportava il nomadismo tra le varie strutture cittadine in occasione delle partite interne dell'Inghilterra; né peraltro si trattava di un fenomeno isolato, perché prima della costruzione di Wembley, per esempio, neppure la Football Association disponeva di uno stadio proprio.
Il 2 dicembre 1905 l'Inghilterra ospitò la Nuova Zelanda a Crystal Palace e ad assistere all'incontro affluirono circa 45000 spettatori; altri 40000 ne giunsero un anno dopo quando, nella stessa sede, gli inglesi affrontarono il Sudafrica.
Questo spinse la RFU a sfruttare le potenzialità economiche che una vasta affluenza avrebbe garantito, e a iniziare la ricerca di un terreno idoneo per edificarvi uno stadio di proprietà.
L'allora tesoriere ed ex presidente della RFU William Cail, un affarista che, nella sua strenua difesa del dilettantismo nel rugby, ispirò la linea della fermezza a fine XIX secolo contro i club scissionisti del nord dell'Inghilterra che diedero origine al rugby a 13 professionistico, incaricò un membro di tesoreria, Billy Williams, della ricerca di un'idonea sistemazione logistica, che fu da questi individuata in un terreno a Twickenham, in Middlesex (oggi parte del quartiere londinese di Richmond upon Thames), distante circa 15 km in linea d'aria da Piccadilly Circus, in vendita per la cifra di 5572 sterline, 12 scellini e 6 pence; per perfezionare l'acquisto Cail ottenne un fido bancario di 6000 £.
Il campo era un appezzamento agricolo di circa 10 acri e mezzo (equivalenti a circa 42500 m²) destinato principalmente alla coltivazione di cavoli cappucci, in inglese cabbage; in ragione di ciò il campo prese il nome di Billy Williams' Cabbage Patch e, successivamente, solo The Cabbage Patch, ovvero "L'orto dei cavoli".
I lavori iniziarono quasi subito e in capo a circa 18 mesi furono costruite due tribune laterali da 6000 posti a sedere totali e due riporti di terreno dietro le linee di fondo per spettatori in piedi, 12000 per lato, per una capacità totale di circa 27000 paganti.
Lo stadio costò circa 20000 £ più del preventivato perché furono, a lavori in corso, aggiunti servizi come sale da tè, spogliatoi e aree convegni sotto la tribuna orientale e una sala stampa sotto quella occidentale; Cail era, tuttavia, fiducioso di rientrare in breve del passivo in quanto aveva preventivato un'affluenza media di circa 12000 spettatori per gara internazionale, nonostante l'insufficienza dei trasporti pubblici in una zona così lontana dal centro di Londra.
Il 2 ottobre 1909 lo stadio fu inaugurato da Harlequins e Richmond, due club londinesi che si esibirono in un'amichevole vinta dai Quins per 14-10; pochi mesi dopo, il 15 gennaio 1910, l'impianto ospitò la sua prima partita internazionale, Inghilterra — Galles 11-6 valida per il Cinque Nazioni di quell'anno.
Con lo scoppio della Grande Guerra e la sospensione di qualsiasi attività sportiva, il terreno di Twickenham fu adibito a pascolo per pecore, cavalli e altro bestiame.

### Gli ampliamenti del primo dopoguerra
Il primo grande appuntamento a Twickenham dopo la cessazione delle ostilità fu la disputa di una competizione tra le selezioni di tutte le forze armate dell'ex impero britannico che presero parte al conflitto, dal nome formale di Inter-Services and Dominions Rugby Championship ma passato alla storia come King's Cup.

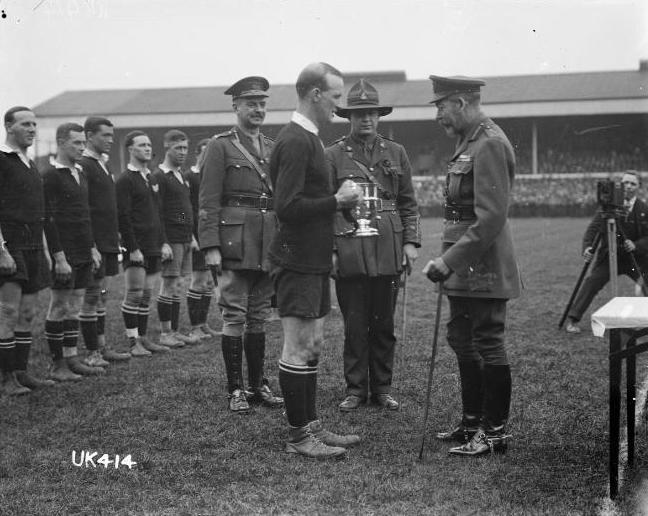
16 aprile 1919: Giorgio V premia a Twickenham la squadra neozelandese vincitrice della King's Cup

Il torneo, organizzato tra marzo e aprile 1919 congiuntamente da RFU e War Office britannico, vide affrontarsi a girone unico 6 squadre militari da Regno Unito, Nuova Zelanda, Australia, Sudafrica e Canada che raggruppavano, complessivamente, 60 giocatori internazionali sui 170 totali impiegati; la rappresentativa dell'esercito britannico terminò a pari punti di quella della Nuova Zelanda e Twickenham fu teatro dello spareggio per la conquista della coppa consegnata personalmente alla squadra vincitrice dal re Giorgio V (da cui il nome di King's Cup); i neozelandesi vinsero 9-3 e si aggiudicarono il trofeo.
Per la sua importanza e qualità tecnica tale torneo fu definito «la prima Coppa del Mondo di rugby».
Dal 1921 Twickenham è la sede fissa del Varsity Match, l'annuale incontro tra le selezioni di rugby a 15 di Cambridge e Oxford: l'8 dicembre di quell'anno ivi si tenne la prima sfida tra le due università, vinta in tale occasione da Oxford.

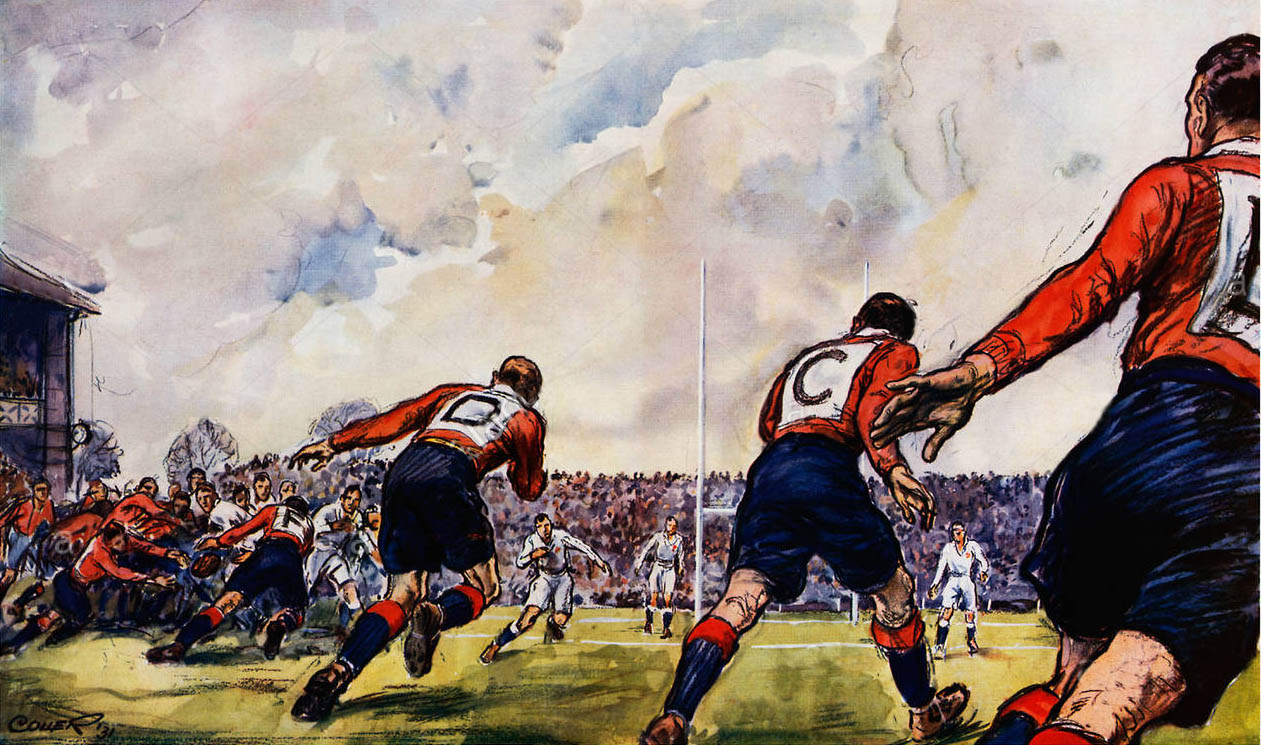
Illustrazione di Henry Coller raffigurante - a Twickenham nel 1931

Nel corso del Cinque Nazioni 1924 lo stadio raggiunse un nuovo picco di spettatori — 43000, la stragrande maggioranza dei quali in piedi — in occasione dell'incontro con il Galles.
Cail, ormai in procinto di lasciare la RFU, come suo ultimo atto aveva commissionato al noto architetto scozzese Archibald Leitch il progetto di una tribuna sul fronte settentrionale del campo da gioco; Leitch era già noto per la realizzazione di altri importanti stadi nel Regno Unito, come per esempio il Villa Park a Birmingham e, in seguito, anche Ibrox a Glasgow, ed entro la fine del 1924 vide la luce la North Stand, tribuna a gradinata doppia con una capacità di 3515 posti a sedere e 7118 in piedi.
Il 3 gennaio 1925 il rinnovato Twickenham ospitò la Nuova Zelanda in tour, che vinse 17-11 contro gli inglesi davanti a 60000 paganti.
Il fatto che molti aspiranti spettatori fossero rimasti fuori dallo stadio per tutto esaurito a un'ora dall'inizio della gara, tuttavia, convinse la RFU ad ampliare anche la tribuna orientale; la soluzione adottata fu quella della sopraelevazione di quella fino ad allora esistente, e a lavori ultimati, nel 1927, lo stadio registrò un'ulteriore affluenza record, 70000 spettatori contro la Francia nel Cinque Nazioni.

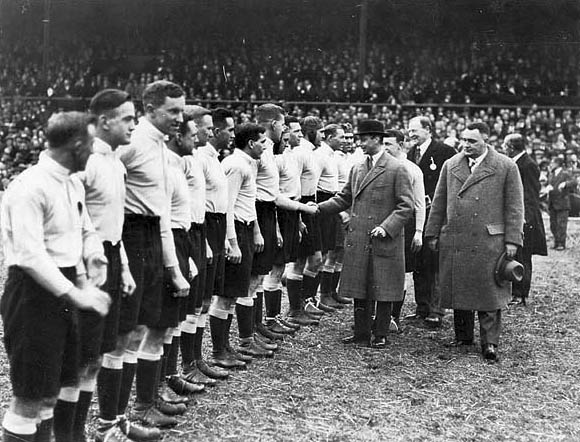
La squadra australiana ricevuta a Twickenham nel 1928

Lo stadio resistette anche a una piena del Tamigi, gonfiato dallo scioglimento di un'insolita quantità di neve caduta su Londra a Natale del 1927: il fiume danneggiò irrimediabilmente un'abitazione nella pertinenza dell'impianto, in uso al segretario aggiunto della RFU Hubert Langley; l'incidente non impedì, qualche giorno più tardi, il 7 gennaio 1928, lo svolgimento di un incontro con i visitatori australiani come programmato.
Tra il 1930 e il 1932 Twickenham fu sottoposto a ulteriori lavori di ampliamento.
Anche la tribuna occidentale fu ristrutturata e, con essa, i servizi che incorporava: furono ingranditi gli uffici della RFU, che ivi aveva ormai stabilito la propria definitiva sede; furono costruite nuove sale da tè e un bar, e l'esterno della parte amministrativa fu decorata con mattoni a cortina; quanto all'ultimo lato del campo rimasto senza tribune, quello meridionale, fu provvisto anch'esso di spalti che portarono la capacità totale dell'impianto a 70000 posti coperti, sia seduti che in piedi.
Per lungo tempo l'affluenza media non scese mai sotto i 60000 spettatori a partita, e per più di mezzo secolo, fino all'obbligo di adeguamento alle nuove misure di sicurezza imposte nel 1990 dal rapporto Taylor agli stadi del Regno Unito, Twickenham non fu sottoposto a sostanziali modifiche.
Il 19 marzo 1938 Twickenham fu testimone della prima diretta televisiva di sempre di un match di rugby a 15: la BBC trasmise l'incontro dell'ultima giornata dell'Home Championship tra Inghilterra e Scozia valido non solo per la Calcutta Cup, ma anche per la conquista del torneo, essendo entrambe le contendenti appaiate in vetta alla graduatoria prima dell'inizio della gara; fu la Scozia a prevalere per 21-16 e vincere così il suo diciottesimo Championship insieme alla Triplice Corona.

### Il secondo dopoguerra
Nel dopoguerra, nel prosieguo della tradizione inaugurata più di trent'anni prima, l'Harlequin F.C. continuò a usare Twickenham come impianto fisso, nonostante lo stadio fosse di proprietà federale e destinato prioritariamente all'uso internazionale e agli appuntamenti nazionali di club; la stessa RFU, infatti, aveva considerato che sarebbe stato antieconomico uno stadio da 70000 posti attivo solo per una manciata di incontri all'anno.
L'accordo iniziato anni prima con Adrian Stoop, dirigente dell'Harlequin, fu portato da due a cinque anni e, dopo avere ottenuto l'esclusiva di tutti gli incontri interni del club, la RFU lo prolungò a tempo indeterminato; l'unica limitazione, nel dopoguerra, fu la restrizione a un massimo di 14 incontri interni.
Anche quando l'Harlequin si dotò (1963) di un impianto di proprietà, il confinante Twickenham Stoop Stadium abbreviato in The Stoop, la RFU ottenne dal club di rimanere a Twickenham per gli incontri più importanti.
Il ruolo dell'Harlequin era ritenuto così importante per lo stadio di Twickenham da indurre un innominato dirigente del club ad affermare che «tutti lo chiamano la Culla del Rugby [Twickenham].
Se non si fossero accordati per farci giocare lì dentro, oggi invece sarebbe una cattedrale nel deserto».
A tutto il 1990, loro ultimo anno di concessione ufficiale e data di trasferimento definitivo allo Stoop, gli Arlecchini disputarono a Twickenham 760 incontri con 448 vittorie; tuttavia, ancora fino al 2008, su invito della RFU continuarono a tenervi uno o due incontri a stagione.

Il logo dello stadio di Twickenham dal 2007 al 2018

Il 17 marzo 1959 Twickenham vide la disputa di un match celebrativo del suo cinquantesimo anniversario: a sfidarsi furono una selezione mista Inghilterra e Galles contro una composta da elementi di Irlanda e Scozia.
Nel 1982 la RFU istituì il Museo del Rugby, per il quale fu allestito uno spazio dedicato nella tribuna meridionale dello stadio (la South Stand); dopo le ristrutturazioni intervenute negli anni successivi il museo fu risistemato nella tribuna orientale.
Nel 1985 fu varata dall'International Rugby Football Board la Coppa del Mondo di rugby, la cui prima edizione del 1987 fu assegnata, congiuntamente, ad Australia e Nuova Zelanda; tuttavia già alla vigilia del debutto della competizione era stato stabilito informalmente che l'Inghilterra ne avrebbe organizzato la seconda edizione nel 1991.
Twickenham fu utilizzata per i tre incontri che vedeva protagonista l'Inghilterra nella fase a gironi (contro Stati Uniti, Nuova Zelanda e Italia) e successivamente nella finale, che vide ancora l'Inghilterra protagonista contro l'Australia, che si aggiudicò l'incontro 12-6 davanti a 56000 spettatori.

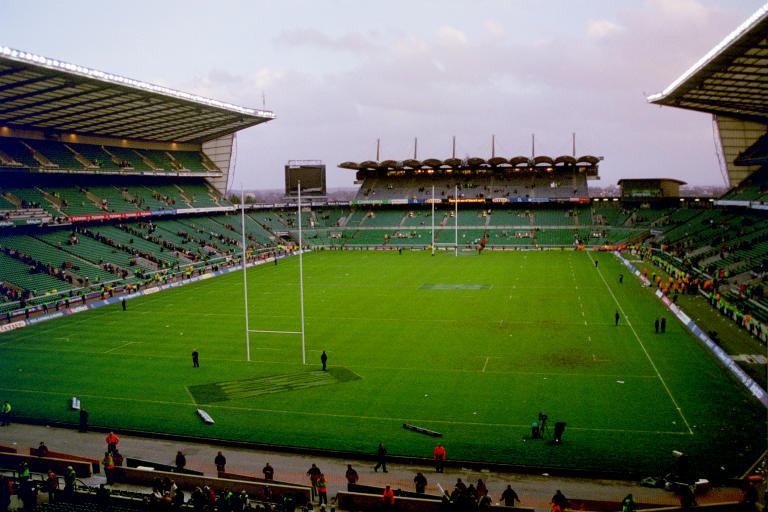
La gradinata meridionale dello stadio nel 2005 prima del suo abbattimento e totale ricostruzione

Dopo la Coppa del Mondo iniziarono i lavori di ristrutturazione delle tribune settentrionale, orientale e meridionale, che prevedevano la demolizione completa e la ricostruzione delle tre gradinate a formare una struttura continua; al termine degli stessi, due anni più tardi, lo stadio era capace di 78000 posti a sedere; all'interno trovarono spazio un nuovo ristorante, un negozio di souvenir e, distribuita su tre piani della tribuna orientale, la nuova sistemazione del citato museo del rugby.

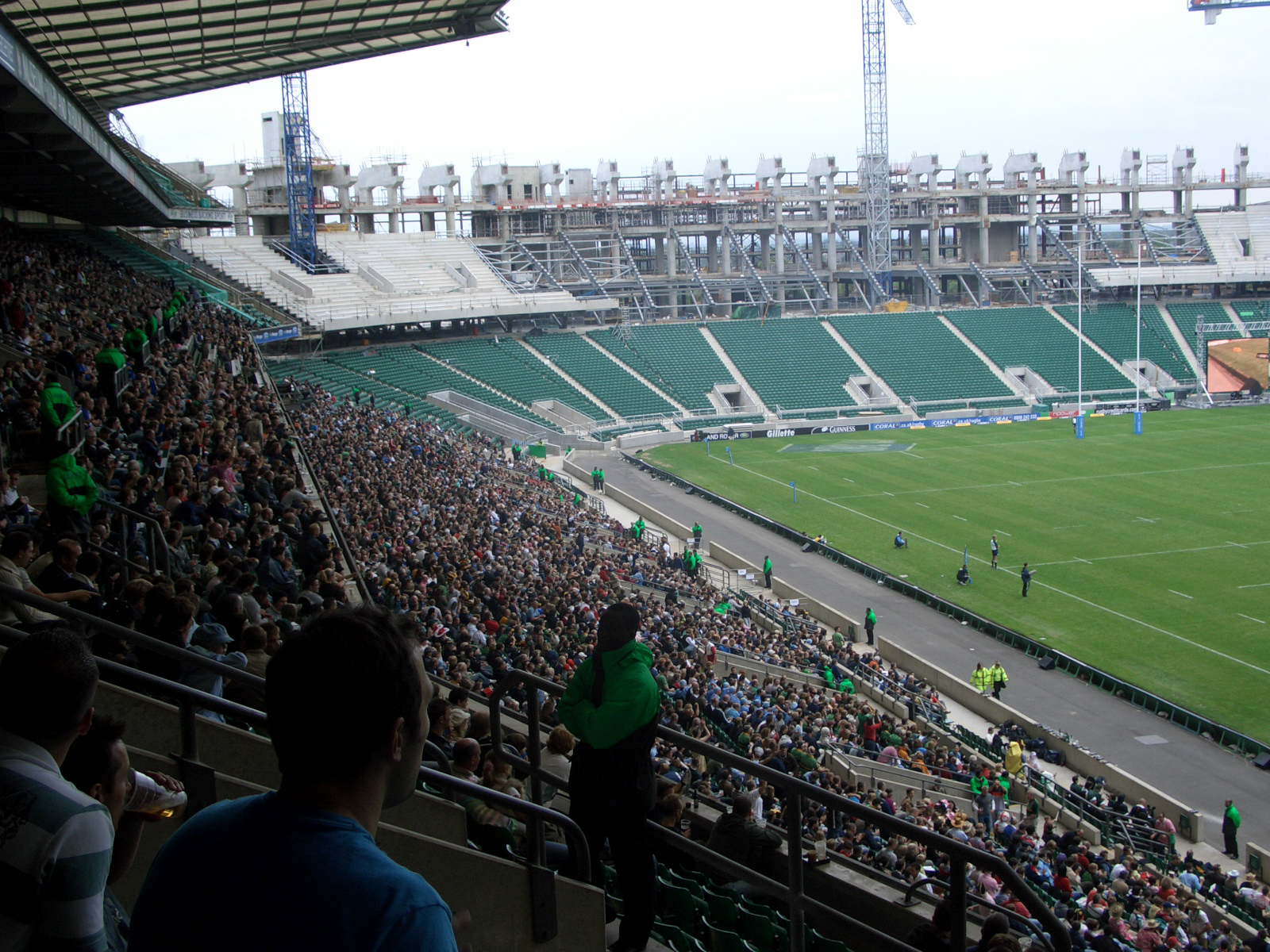
La South Stand in fase di rifacimento

In tale veste lo stadio si presentò alla Coppa del Mondo 1999 alla quale, benché organizzata dal Galles, il resto del Regno Unito diede sostegno logistico con i propri impianti; Twickenham ospitò le tre partite della fase a gironi dell'Inghilterra contro Tonga, Nuova Zelanda e Italia, il barrage delle seconde classificate nel girone e le due semifinali, tra cui quella spettacolare in cui la Francia, contro pronostico, batté 43-31 la Nuova Zelanda conquistando la finale di Cardiff.
Nel 2005 fu completata la chiusura definitiva e la copertura totale delle gradinate tramite ricostruzione completa della tribuna meridionale, la South Stand.
La parte bassa della nuova tribuna esordì in occasione del Sei Nazioni 2006.
Lo stadio, capace di 82000 posti a sedere, fu inaugurato il 5 novembre 2006 contro la Nuova Zelanda nella prima tappa del suo tour europeo di fine anno: gli All Blacks vinsero 41-20 sugli allora campioni del mondo in carica.
Nella South Stand inoltre fu aperto nel 2009 un albergo, un centro benessere e uno congressi.
Lo stadio così rinnovato fu designato come sede della finale della Coppa del Mondo di rugby 2015 che l'International Rugby Board affidò all'Inghilterra nel 2009; fu la terza volta, con tre configurazioni architettoniche differenti, che Twickenham accolse la massima competizione rugbistica internazionale, e la seconda, insieme al neozelandese Eden Park, che ne ospitò la finale, che come 24 anni prima vide di nuovo di scena l'Australia la quale, davanti a 80125 spettatori, fu sconfitta 17-34 dalla Nuova Zelanda.
Nel 2018, infine, il museo fu trasferito nella South Stand, la sua prima sede.
In occasione del Sei Nazioni femminile 2023 la RFU decise di destinare Twickenham alla disputa dell'incontro dell'ultima giornata di torneo tra Inghilterra e Francia; benché non fosse la prima volta che tale stadio ospitava partite della squadra nazionale femminile, si trattò della prima occasione in cui la accolse in occasione di un evento a sé stante e non a traino di un incontro di quella maschile.
La partita, decisiva per la vittoria inglese del suo diciannovesimo Sei Nazioni di categoria, ha registrato un'affluenza di 58498 spettatori, nuovo record per incontri di rugby femminile che batteva quello precedente registrato pochi mesi prima ad Auckland per la finale della Coppa del Mondo 2021.

## Caratteristiche
Al 2020 la configurazione dello stadio di Twickenham è quella risultante dai lavori intrapresi tra il 1993 e il 2009; a differenza di altri impianti rinnovati radicalmente come Wembley, completamente demolito e ricostruito, a Twickenham la modifica della struttura è sempre avvenuta per settori, sì che ogni nuova veste architettonica abbia sempre conservato elementi di quella precedente, fin dalle prime ristrutturazioni di Archibald Leitch nel 1924.

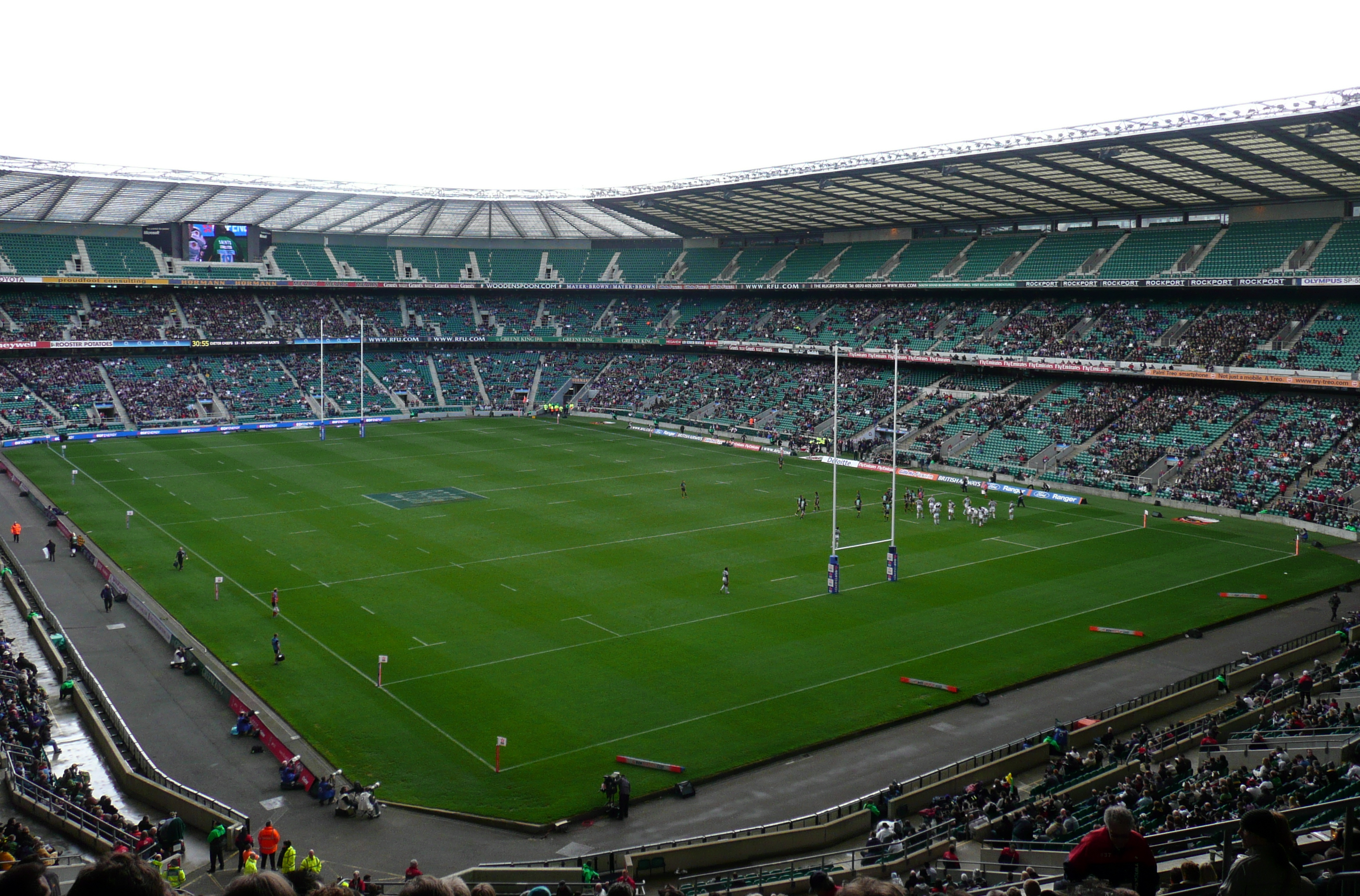
La South Stand completata e coperta

I lavori del 1993, diretti dall'architetto Terry Ward, comportarono la completa ricostruzione delle tribune orientale e occidentale (le East Stand e West Stand, parallele ai lati lunghi del terreno) e settentrionale (la North Stand) a formare una struttura continua senza distacchi come in precedenza; costati circa 60 milioni di sterline, i lavori permisero di aumentare la capacità dello stadio a 78000 posti a sedere.
All'interno trovarono spazio un nuovo ristorante, un negozio di souvenir e, distribuita su tre piani della tribuna orientale, la nuova sistemazione del museo del rugby.
La struttura assunse la forma attuale nel 2005, quando la RFU affidò alla ditta di ingegneria e costruzioni Carillion, sotto la supervisione dello studio di architettura Ward McHugh Associates, la chiusura definitiva e la copertura totale delle gradinate tramite ricostruzione completa della tribuna meridionale, la South Stand; la stessa Carillion aveva acquisito Mowlem, la società di ingegneria che aveva costruito le altre tre tribune dello stadio nel decennio precedente.
Il lavoro andò avanti a tappe: dopo la demolizione della vecchia tribuna, i lavori iniziarono il 18 luglio 2005 e il settore basso della nuova South Stand, ancora scoperto e capace di 7600 posti, fu aperto al pubblico per il Sei Nazioni 2006.
L'expertise ingegneristico del cemento armato fu fornito dalla multinazionale britannica Arup.
Nel corso dell'anno fu completata la realizzazione definitiva della tribuna e a cura della Cleveland Bridge, che fornì la tecnologia dell'acciaio, fu messa in opera la struttura metallica della copertura.
Stanton-Bonna, altra impresa specializzata in cemento, realizzò i sistemi di drenaggio per i parcheggi di servizio.
Lo stadio così completo è capace di ospitare 82000 spettatori, capienza rimasta invariata dai successivi lavori, che non interessarono i posti a sedere.
Dal 2009 è infatti presente, all'interno della South Stand, un albergo di 156 stanze gestito da Marriott International, con 6 delle 12 suite ivi presenti che affacciano sul terreno di gioco.
All'interno di tale tribuna trovano posto anche un centro benessere della Virgin e una sala congressi di circa 10300 m².
Nel 2017, infine, a seguito di ristrutturazione riguardante gli interni della East Stand il museo fu trasferito nuovamente nella South Stand, suo luogo d'origine, dove riaprì al pubblico nel maggio 2018.
Fino al 2012 il terreno di gioco fu in erba naturale.
Da tale data il prato è in erba mista naturale/sintetica realizzato con tecnologia GrassMaster a cura dell'olandese Desso (dal 2014 parte del gruppo francese Tarkett); il costo della messa in opera di tale superficie ammontò a circa 1,2 milioni di sterline.

## Usi alternativi al rugby a 15

### Usi sportivi
Benché Twickenham sia uno stadio concepito e costruito solo per il rugby a 15, nel corso della sua storia recente è stato teatro di eventi sportivi di altra natura; è il caso del rugby a 13, della cui Coppa del Mondo 2000 ospitò sia la cerimonia d'apertura che la gara inaugurale, vinta 22-2 dall'Australia sull'Inghilterra davanti a 33758 spettatori (meno della metà della capacità massima dell'impianto all'epoca).
Inoltre, a seguito della demolizione e dei lavori di ricostruzione dello stadio di Wembley, storica sede delle finali della Challenge Cup di rugby a 13, le gare decisive dell'edizione 2001 e 2006 di tale competizione furono ospitate da Twickenham.
Nel 2015 RFU siglò un accordo con National Football League per l'organizzazione, nel triennio successivo, di almeno tre incontri di football americano sul prato di Twickenham nel quadro dell'NFL International Series, ovvero gli incontri promozionali che il torneo nordamericano disputa fuori dai confini statunitensi.
Nel torneo NFL 2016 si tenne a Twickenham l'incontro tra New York Giants e Los Angeles Rams, vinto 17-10 dai newyorkesi, mentre nel 2017 i Rams vinsero 37-0 sugli Arizona Cardinals e i Minnesota Vikings batterono 33-16 i Cleveland Browns; l'affluenza minima dei tre incontri fu sempre superiore ai 73500 spettatori.

### Altri usi
Fin dall'estate del 1955 lo stadio ospita l'assemblea europea dei Testimoni di Geova.
Dall'avvento del XXI secolo è anche utilizzato come sede per concerti grazie alla sua capienza; tra i gruppi e gli artisti di maggior fama e richiamo che ivi si sono esibiti figurano i Rolling Stones per tre volte (Licks Tour, 2003, A Bigger Bang Tour, 2006, e No Filter Tour, 2018); i Police in una delle tappe della loro réunion (2007); gli Iron Maiden (Somewhere Back in Time World Tour) e i R.E.M. (Accelerate Tour) nel 2008 o, ancora, Lady Gaga nel 2012 (The Born This Way Ball).

## Cultura di massa

### Twickenham Streaking
Lo stadio di Twickenham fu teatro di uno dei più famosi streaking della storia dello sport (se non, secondo la BBC, «probabilmente il più famoso»), quantomeno per la portata dell'audience davanti cui si svolse: il 2 gennaio 1982, nell'intervallo di un test match contro l'Australia, una ventitreenne inglese, Erica (o Erika) Roe, attraversò di corsa lo stadio in topless prima di essere fermata dalla polizia e condotta fuori dal campo di gioco; Roe tuttora sostiene che il suo atto non fu meditato, ma deciso all'istante, probabilmente agevolato dagli alcolici assunti durante il primo tempo che avevano attenuato i suoi freni inibitori.
La giovane decise di non sfruttare l'improvvisa notorietà derivatele dallo streaking di Twickenham e si trasferì in Portogallo dopo il matrimonio.
Benché non si fosse trattato del primo streaking rugbistico, essendovene già stato uno nello stesso stadio nel 1974 da parte di Michael O'Brien, australiano che corse nudo sul prato di Twickenham per vincere una scommessa da 10 sterline, quello di Roe rimase impresso anche a distanza di anni, tanto da farle guadagnare la fama di streaker più famosa del Regno Unito che fu utilizzata, a 33 anni di distanza da tale episodio, per posare di nuovo in topless per un calendario i proventi della cui vendita furono destinati a un'associazione per la ricerca sul cancro del seno.

### Swing Low, Sweet Chariot
Swing Low, Sweet Chariot è uno spiritual composto nella seconda metà del XIX secolo e inciso per la prima volta nel 1909 negli Stati Uniti.
Trovò grande fama in Europa perché ripreso da noti artisti di fama internazionale come Benny Goodman, Louis Armstrong, Stevie Wonder e Joan Baez, quest'ultima soprattutto come canzone di protesta per i diritti civili della popolazione afroamericana.
I tifosi inglesi adottano tale canzone come inno non ufficiale fino dalla fine degli anni ottanta e riguardo l'origine di tale consuetudine vi sono almeno due versioni, nessuna delle quali mai definitivamente accertata.
Secondo la più diffusa di esse, a introdurre tale canzone a Twickenham sarebbero stati i giocatori della squadra di rugby della Douai School, un istituto superiore cattolico di Woolhampton (Berkshire), durante il secondo tempo di un incontro del Cinque Nazioni 1988 contro l'Irlanda.
L'Inghilterra proveniva da una lunga striscia negativa di risultati a causa della quale aveva vinto solo 8 dei suoi 23 precedenti incontri nel torneo e stava perdendo 0-3 all'intervallo.
Gli studenti iniziarono a cantare Swing Low, Sweet Chariot quando l'inglese Chris Oti realizzò la prima delle tre mete con le quali la sua squadra avviò la rimonta che la portò a vincere l'incontro per 35-3; alla seconda meta di Oti la platea di coloro che cantavano insieme agli studenti si ampliò e, alla sua terza meta, fu quasi tutto lo stadio ad accompagnarli.
A tale ricostruzione si oppone quella di un gruppo di giocatori del Market Bosworth Rugby Club: secondo Dave Hales, uno dei giocatori quel giorno presente sugli spalti, tale canzone sarebbe stata introdotta a Twickenam dalla sua squadra che cercava un inno orecchiabile e accattivante, riuscendo a trovarlo in Swing Low, Sweet Chariot, che fu accompagnato da tutta la curva e, a seguire, dall'intero stadio; a differenza di quanto affermano gli studenti della Douai, inoltre, Hales sostiene che la canzone sarebbe iniziata dopo la meta di Rory Underwood e non di Oti.
La stessa RFU riconosce che non esiste una versione ufficiale sulla genesi di tale consuetudine.

## Statistiche
Sul terreno di Twickenham si sono tenuti a tutto il Sei Nazioni 2025, 342 incontri internazionali, dei quali 332 che hanno visto protagonista l'Inghilterra; nessuno stadio vanta un numero maggiore di full international nel rugby a 15.
Gli 11 incontri senza l'Inghilterra sono relativi alla Coppa del Mondo 1999 (Australia — Sudafrica 27-21 e Francia — Nuova Zelanda 43-31), alla Churchill Cup 2007 (Canada — Stati Uniti 52-10), alla Coppa del Mondo 2015 (Francia — Italia 32-10, Australia — Galles 15-6, Sudafrica — Galles 23-19, Australia — Scozia 35-34, Nuova Zelanda — Sudafrica 20-18, Australia — Argentina 29-15 e Nuova Zelanda — Australia 34-17) nonché a un turno del Rugby Championship 2016 eccezionalmente tenutosi nell'emisfero nord tra Argentina, considerata nell'occasione squadra di casa, e Australia, vinto 33-21 dagli Wallabies; grazie a quest'ultimo incontro è divenuto l'unico stadio in cui si siano tenute gare della maggiore competizione di ciascuno dei due emisferi.

## Incontri internazionali di rilievo

### Rugby a 13
| Arbitro: | David Pakieto |

|            |      |                              |
|            | mt   | Sailor (2) Gidley MacDougall |
| A. Farrell | c.p. | Rogers                       |

### Rugby a 15
| Arbitro: | Derek Bevan |

|               |      |                 |
|               | mt   | 30’ Daly        |
|               | tr   | 30’ Lynagh      |
| Webb 60’, 71’ | c.p. | 27’, 65’ Lynagh |

| Arbitro: | Nigel Owens |

|                                         |      |                          |
| Milner-Skudder 39’ Nonu 42’ Barrett 80’ | mt   | 53’ Pocock 64’ Kuridrani |
| Carter 39’, 80’                         | tr   | 53’, 64’ B. Foley        |
| Carter 8’, 27’, 36’, 75’                | c.p. | 14’ B. Foley             |
| Carter 70’                              | drop |                          |